# Ones Lamb

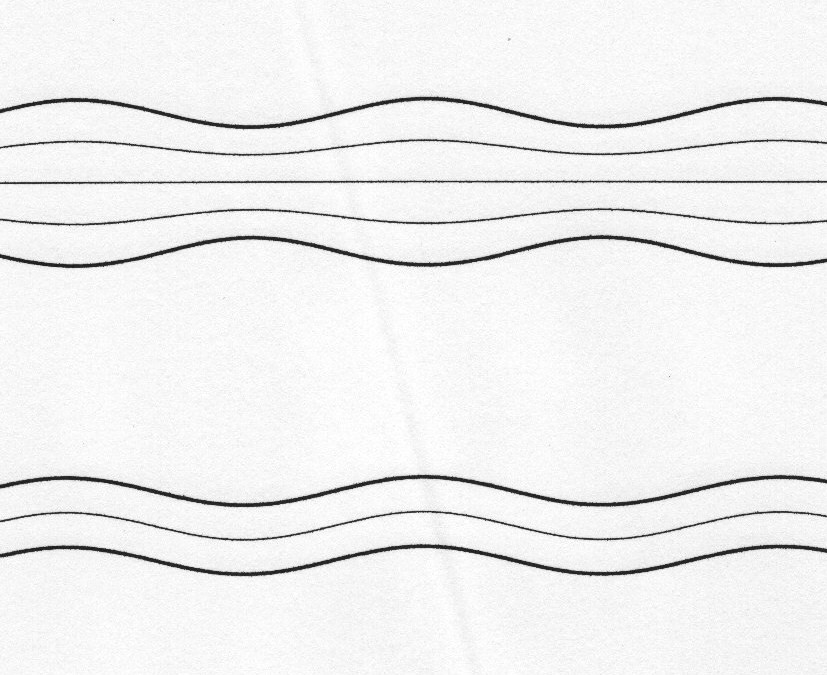
Figura 1: superior i inferior, respectivament: Mode d'extensió (S _{0}) amb. Mode de flexió (A _{0}) amb. (Aquest és un gràfic simplificat. Es basa només en la component z del moviment, de manera que no representa la distorsió de la placa amb precisió.)

Les ones de Lamb es propaguen en plaques sòlides o esferes. Són ones elàstiques el moviment de partícules de les quals es troba en el pla que conté la direcció de propagació de l'ona i la direcció perpendicular a la placa. El 1917, el matemàtic anglès Horace Lamb va publicar la seva clàssica anàlisi i descripció d'ones acústiques d'aquest tipus. Les seves propietats van resultar ser força complexes. Un mitjà infinit només admet dos modes d'ona que viatgen a velocitats úniques; però les plaques admeten dos conjunts infinits de modes d'ona Lamb, les velocitats dels quals depenen de la relació entre la longitud d'ona i el gruix de la placa.
Des de la dècada de 1990, la comprensió i la utilització de les ones Lamb ha avançat molt, gràcies al ràpid augment de la disponibilitat de potència de càlcul. Les formulacions teòriques de Lamb han trobat una aplicació pràctica substancial, especialment en el camp de les proves no destructives. El terme ones de Rayleigh-Lamb inclou l'ona de Rayleigh, un tipus d'ona que es propaga al llarg d'una sola superfície. Tant les ones de Rayleigh com les de Lamb estan limitades per les propietats elàstiques de les superfícies.
Les ones en plaques van ser de les primeres ones guiades que es van analitzar d'aquesta manera. L'anàlisi va ser desenvolupada i publicada l'any 1917 per Horace Lamb, un líder de la física matemàtica del seu temps.